# Szabó György-szobor

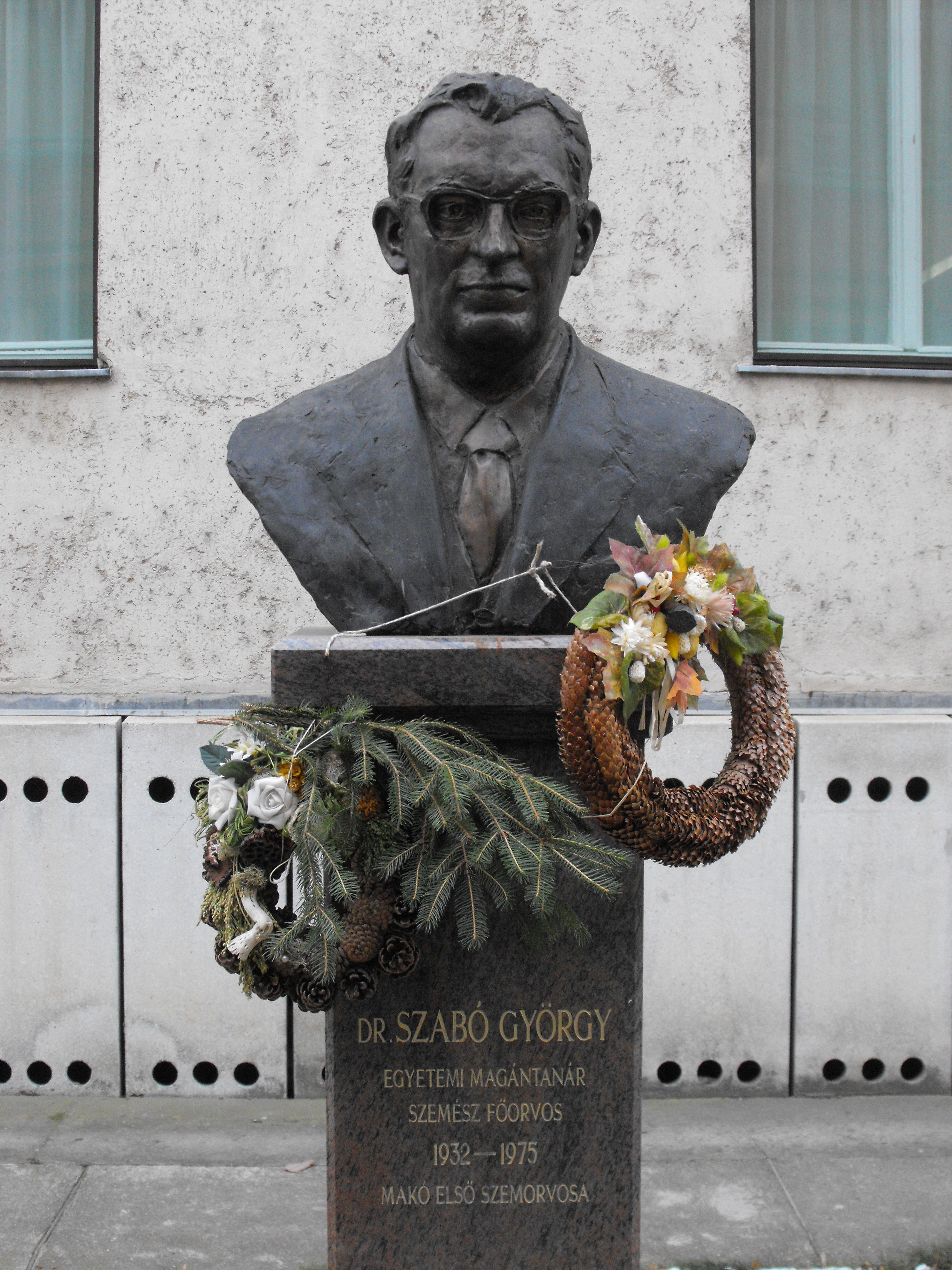
A bronz mellszobor

Szabó György szobra Makón található, a Dr. Diósszilágyi Sámuel Kórház - Rendelőintézet udvarában.
A vörös márványtalapzatra helyezett bronz mellszobor Szabó György szemészprofesszor, a kórház szemészeti osztályának első főorvosa, a szegedi egyetem magántanára emlékét őrzi. Ő volt az első makói születésű orvos, aki kandidátusi fokozatot kapott. A szobor Lantos Györgyi alkotása – ő készítette korábban a város főterén álló Dobsa Lajos-szobrot is. A főorvos gyermekeinek kezdeményezésére, Dehelán Aurélia települési képviselő, szemész főorvos támogatásával a szobrot 2003. november 28-án avatták föl. A főorvosnőn kívül beszédet mondott és Szabó György érdemeit méltatta Siket István alpolgármester, valamint Tóth Ferenc nyugalmazott múzeumigazgató, helytörténész.